# Juillet 1957
Cette page présente les faits marquants du mois de juillet 1957.

## Évènements
- Fondation du mouvement Mouvement Pugwash à Pugwash en Nouvelle-Écosse
- Élections à Zanzibar[1].

- 7 juillet (Formule 1) : victoire de l'argentin Juan Manuel Fangio sur une Maserati au Grand Prix automobile de France.

- 12 juillet : 
  - le prince Karim, 20 ans, étudiant à Harvard, devient l'Aga Khan, chef spirituel de 20 millions de musulmans ismaéliens, à la mort de son grand-père.
  - Manifeste de la Sierra Maestra [2].

- 20 juillet (Formule 1 et Cyclisme) : Grand Prix de Grande-Bretagne. Jacques Anquetil remporte à sa première participation, son premier Tour de France à 23 ans.

- 25 juillet : abolition de la monarchie et proclamation de la République de Tunisie. Habib Bourguiba devient le premier Président de la République.

- 26 juillet : au Cambodge, Sim Var est nommé Premier ministre.

- 28 juillet : élections législatives en Argentine.

- 29 juillet : signature à Berlin d'une déclaration[3] aux termes de laquelle les gouvernements des États-Unis, de la France, de la République fédérale d'Allemagne, et du Royaume-Uni affirment l'identité de leurs politiques relatives à la réunification de l'Allemagne et à la sécurité européenne.

## Naissances
- 2 juillet : 
  - Bret Hart, catcheur canadien de la WWE.
  - Bernard de Vienne, compositeur France.
- 5 juillet : Kausea Natano, homme politique tuvalais.
- 6 juillet : Ron Duguay, joueur de hockey.
- 8 juillet : 
  - Mimie Mathy, comédienne et humoriste française.
  - Françoise Forton, actrice brésilienne († 16 janvier 2022).
- 9 juillet  : Kelly McGillis, actrice américaine.
- 11 juillet : Ahmed Hachani, homme politique tunisien.
- 16 juillet : Alexandra Marinina, romancière russe.
- 17 juillet :
  - Jean-Claude Dunyach, scientifique et auteur de science-fiction français.
  - Regina Askia-Williams, haute fonctionnaire nigériane.
- 19 juillet :
  - Annie Jay , Auteure Française de nombreux livres notamment sur Versailles
  - Patrick Berhault, grimpeur et alpiniste français († 28 avril 2004).
- 19 juillet : Benoît Duquesne, journaliste, grand reporter et présentateur français († 4 juillet 2014).
- 21 juillet : Jon Lovitz, acteur, humoriste et chanteur américain.
- 22 juillet : Michèle Dionne, femme du 29e premier ministre du Québec, Jean Charest.
- 24 juillet : 
  - Dirce Funari, actrice italienne.
  - Chris Bailey (chanteur), chanteur australo-irlandais, membre fondateur du groupe australien The Saints († 9 avril 2022).
  - Shavkat Mirziyoyev, Homme d'État Ouzbek et président de la République d'Ouzbékistan depuis 2016.
- 25 juillet : Daniel W. Bursch, astronaute américain.
- 27 juillet : 
  - Turai Yar'Adua, femme politique nigériane.
  - Achille Mbembe, philosophe théoricien du post-colonialisme, politologue, historien et universitaire camerounais.
- 29 juillet : Fumio Kishida, homme politique japonais.
- Jour non précisé : Véronique Thouvenot, médecin chilienne.

## Décès
- 3 juillet : Elisabeth Büchsel, peintre allemande (° 29 janvier 1867).
- 6 juillet : Henry Février, compositeur français (° 2 octobre 1875).
- 9 juillet, Dijon : Joseph Samson, maître de chapelle de la cathédrale, écrivain et compositeur, quelques jours après sa célèbre conférence de Versailles sur la musique sacrée.
- 15 juillet : George Cleveland, acteur canadien (° 17 septembre 1885).
- 19 juillet : Curzio Malaparte (59 ans), écrivain italien.
- 23 juillet : Giuseppe Tomasi di Lampedusa, écrivain sicilien, auteur du Guépard (° 23 décembre 1896).
- 24 juillet : Sacha Guitry écrivain et réalisateur français (° 21 février 1885).
- 31 juillet : Pavel Tchelitchev, artiste américain d'origine russe (° 21 septembre 1898).